# Fogo-fátuo

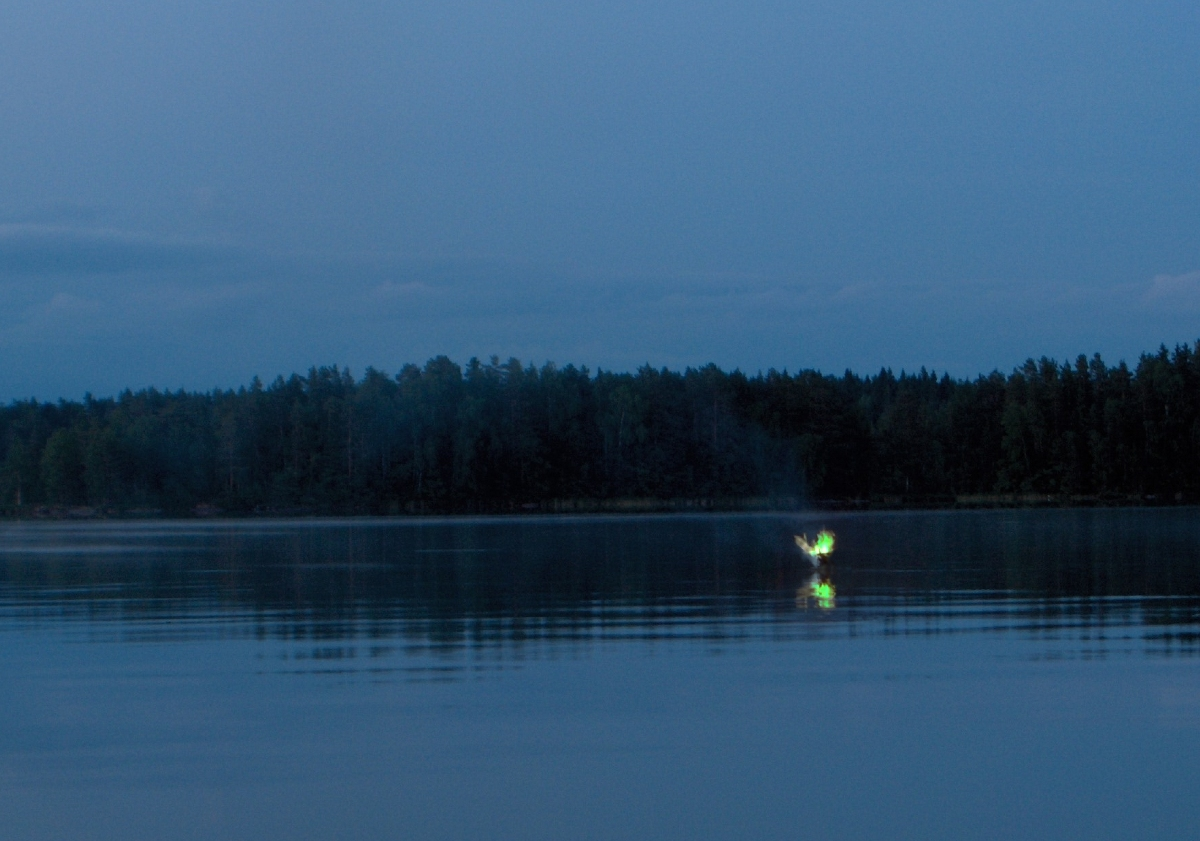
Simulação de um fogo-fátuo

Fogo-fátuo (do latim i̅gnis fatuus), também chamado de fogo tolo ou, no interior do Brasil, fogo corredor, boitatá ou João-galafoice, é uma luz azulada que pode ser avistada em pântanos, brejos, etc.
Na ciência moderna, é geralmente aceito que a maioria dos ignis fatuus são causados pela oxidação de fosfina (PH3), difosfano (P2H4) e metano (CH4) junto a ionização de suas moléculas, formando o plasma. Esses compostos, produzidos pela decomposição orgânica, podem causar emissões de fótons. Uma vez que as misturas de fosfina e difosfano inflamam-se espontaneamente em contato com o oxigênio no ar, seriam necessárias apenas pequenas quantidades para inflamar o metano, muito mais abundante, para criar incêndios efêmeros. Além disso, a fosfina produz pentóxido de fósforo como um subproduto, que forma ácido fosfórico em contato com vapor d’água.
O fogo-fátuo chegou a ser descrito, ainda em 1560, pelo sacerdote jesuíta espanhol José de Anchieta: «Junto do mar e dos rios, não se vê outra coisa senão o boitatá, o facho cintilante de fogo que rapidamente acomete os índios e mata-os.»
A expressão também foi descrita por Fernando Pessoa em sua obra "Mensagem" (1934): "Nem rei nem lei, nem paz nem guerra, Define com perfil e ser Este fulgor baço da terra Que é Portugal a entristecer — Brilho sem luz e sem arder, Como o que o fogo-fátuo encerra. Ninguém sabe que coisa quer. Ninguém conhece que alma tem, Nem o que é mal nem o que é bem. (Que ânsia distante perto chora?) Tudo é incerto e derradeiro. Tudo é disperso, nada é inteiro. Ó Portugal, hoje és nevoeiro... É a Hora!"